# Jamaga Sokó
Jamaga Sokó (山鹿 素行; 21. září 1622 – 23. října 1685) byl japonský filozof. Vystupoval s kritikou neokonfucianismu a žádal návrat k původnímu konfucianismu, jenž byl podle jeho názoru pokažen neokonfuciánci. Sokó učil, že svět nebyl stvořen, že je věčný a že nabyl své nynější podoby přirozenou nutností. Svět neměl svůj počátek a nebude mít konec, probíhá v něm nepřetržitý pohyb, vývoj, věčné tvoření. Zánik jedné věci je současně vznikem věci jiné.